# Libellula
Libellula – rodzaj ważek z rodziny ważkowatych (Libellulidae).

## Systematyka
Do rodzaju należą następujące gatunki:
- Libellula angelina Selys, 1883
- Libellula auripennis Burmeister, 1839
- Libellula axilena Westwood, 1837
- Libellula coahuiltecana Ortega-Salas & González-Soriano, 2015
- Libellula comanche Calvert, 1907
- Libellula composita (Hagen, 1873)
- Libellula croceipennis Selys, 1868
- Libellula cyanea Fabricius, 1775
- Libellula depressa Linnaeus, 1758 – ważka płaskobrzucha
- Libellula flavida Rambur, 1842
- Libellula foliata (Kirby, 1889)
- Libellula forensis Hagen, 1861
- Libellula fulva Müller, 1764 – ważka żółta
- Libellula gaigei Gloyd, 1938
- Libellula herculea Karsch, 1889
- Libellula incesta Hagen, 1861
- Libellula jesseana Williamson, 1922
- Libellula luctuosa Burmeister, 1839
- Libellula mariae Garrison, 1992
- Libellula melli Schmidt, 1948
- Libellula needhami Westfall, 1943
- Libellula nodisticta Hagen, 1861
- Libellula pontica Selys, 1887
- Libellula pulchella Drury, 1773
- Libellula quadrimaculata Linnaeus, 1758 – ważka czteroplama
- Libellula saturata Uhler, 1857
- Libellula semifasciata Burmeister, 1839
- Libellula vibrans Fabricius, 1793